# Johannes Gorski
Johannes Gorski (* 28. Februar 1910 in Tarnowitz, Oberschlesien; † 11. Januar 1995 in Engelbostel) war ein deutscher Politiker (CDU).
Gorski besuchte ein humanistisches Gymnasium und begann nach dem Abitur eine Ausbildung in den Verwaltungsdienst. Im Jahr 1933 nahm er eine kaufmännische Tätigkeit in der Industrie als Industriekaufmann auf. Er kam nach dem Zweiten Weltkrieg als Heimatvertriebener nach Niedersachsen und wurde Referent für Vertriebenenfragen. Er trat in die CDU ein und war später Geschäftsführer des Vertriebenenausschusses bei der CDU-Landesleitung in Hannover.
Im Jahr 1948 wurde er Mitglied des Kreistages Hannover-Land. Ferner wurde er 1951 in den Niedersächsischen Landtag in der zweiten bis vierten Wahlperiode gewählt, dem er bis zum 5. Mai 1963 angehörte. Gorski war Schriftführer des Niedersächsischen Landtages vom 30. Mai 1951 bis zum 5. Mai 1955 sowie vom 12. Mai 1959 bis 29. Oktober 1961. Er war Mitglied der DP/CDU-Fraktion vom 6. Mai 1951 bis 5. Mai 1959.

## Quelle
- Barbara Simon: Abgeordnete in Niedersachsen 1946–1994. Biographisches Handbuch. Hrsg. vom Präsidenten des Niedersächsischen Landtages. Niedersächsischer Landtag, Hannover 1996, S. 122.

| Personendaten    | Personendaten                  |
| ---------------- | ------------------------------ |
| NAME             | Gorski, Johannes               |
| KURZBESCHREIBUNG | deutscher Politiker (CDU), MdL |
| GEBURTSDATUM     | 28. Februar 1910               |
| GEBURTSORT       | Tarnowitz, Oberschlesien       |
| STERBEDATUM      | 11. Januar 1995                |
| STERBEORT        | Engelbostel                    |